# Bølshavn
Bølshavn er Østermaries havneby. Den ligger på landevejen mellem Svaneke og Gudhjem. Havnen giver ly til et par fiskerjoller.
Byens bindingsværkshuse og beliggenhed trækker turister til Pension Bølshavn (ved Gitte Hænnings Strandallé) og Louisekroen. Oven for byen ligger Skottehjemmet med Brasseri Truberg.
Der ligger en række sommervillaer og -huse på Bølsbakkes skråninger.
55°9′15″N 15°4′40″Ø / 55.15417°N 15.07778°Ø